# رودولف يسلي
رودولف يسلي (بالألمانية: Rudolf Wessely)‏ (و. 1925 – 2016 م) هو ممثل، وممثل مسرحي، وممثل أفلام من النمسا. ولد في فيينا.
توفي في ميونخ، عن عمر يناهز 91 عاماً.

## وصلات خارجية
- رودولف يسلي على موقع IMDb (الإنجليزية)
- رودولف يسلي على موقع ألو سيني (الفرنسية)
- رودولف يسلي على موقع أول موفي (الإنجليزية)
- رودولف يسلي على موقع قاعدة بيانات الأفلام السويدية (السويدية)
- رودولف يسلي على موقع ديسكوغز (الإنجليزية)
- رودولف يسلي على موقع قاعدة بيانات الفيلم (الإنجليزية)
- رودولف يسلي على موقع كينوبويسك (الروسية)